# Meraviglioso (letteratura)
Il Meraviglioso (o Fantastico meraviglioso) è un genere letterario (solitamente considerato emanazione del più ampio genere fantastico) cui si considera che appartengano le narrazioni fantastiche nelle quali alcuni elementi, che sono considerati irreali ed estranei all'universo percettivo del lettore, non causano invece, nei personaggi coinvolti nella storia, sensazione di irrealtà, dubbi epistemologici o sentimenti perturbanti.
Storie di tipo meraviglioso sono infatti considerate quelle in cui elementi normalmente assenti nel mondo reale, come la magia, la stregoneria, gli incantesimi, gli animali misteriosi, fantastici o leggendari (ad esempio draghi, leocorni o basilischi), i personaggi come fate, gnomi, elfi, non solo sono presenti all'interno della narrazione in numero considerevole e coerente con l'ambientazione in cui agiscono, ma la loro esistenza non provoca alcun turbamento ai personaggi agenti in tale universo narrativo; ossia tali figure fantastiche non pongono alcun problema di non plausibilità della loro esistenza e dunque di irrealtà: essi esistono perché in quel mondo è normale e naturale che essi esistano (diversamente dal mondo del lettore, al quale suscitano infatti "meraviglia"), e sarebbe anzi strano che fosse altrimenti.
Essendo una sotto-categoria del genere fantastico, poiché le opere trattano comunque scenari diversi dalla normalità scientifico-tecnologica del lettore, esso è l'opposto di un altro famoso genere, quello del fantastico perturbante, nel quale invece l'ambientazione è realistica e familiare al lettore, e il fenomeno fantastico viene percepito dai personaggi agenti nella storia come straordinario e di difficile comprensione, ed è dunque generatore di turbamento.
Viene solitamente indicato dal grande pubblico con la dicitura fantasy, per via del predominare, nella lettura recente, di storie meravigliose di autori anglosassoni, su tutti J. R. R. Tolkien.

## Storia
Gli elementi afferenti a tale genere sono comuni sin dal mondo antico, e in tutte le culture; nel mondo greco-romano, il serbatoio del meraviglioso era per lo più costituito dalla mitologia (per quanto essa non si possa considerare "meravigliosa", in quanto il mondo del mito era pur sempre considerato un mondo familiare e immanente, non estraneo e autonomo rispetto al mondo reale), che animava la parte più consistente dell'epica, di quella favolistica e delle narrazioni "romanzesche" (ma esiste anche produzione epica di argomento storico, che non fa uso di ambienti "meravigliosi", così come un filone di favolistica di ambiente realistico; e perciò le definizioni di "epico" e di "meraviglioso", come quelle di "favola" e "meraviglioso", non possono essere sovrapposte). In seguito, nel medioevo, il meraviglioso è rappresentato da una sterminata letteratura, alla quale è possibile ricondurre almeno per molti elementi cicli romanzeschi cortesi quali quelli arturiani, tristaniani e troiani, ma anche le canzoni di gesta e numerose altre opere, sino all'età moderna e a poemi come l'Orlando Innamorato di Matteo Maria Boiardo e sopra tutto l'Orlando furioso di Ludovico Ariosto e la Gerusalemme liberata di Torquato Tasso. In alcune opere, ovvero la Gerusalemme liberata di Torquato Tasso, esiste anche il meraviglioso cristiano. Cristallini esempi di esistenza, in un mondo atemporale, di elementi totalmente estranei all'universo del lettore (Ippogrifi, castelli magici, stregoni, oracoli e pozioni) che non suscitano nei personaggi sensazioni di perturbazione o straniamento (ad esempio, nessuno si stupisce che esista un cavallo alato, o una fonte che suscita amore in chi si abbevera della sua acqua, e di un'altra che al contrario scatena l'odio). Diminuendo (ma ben lontano dallo scomparire) nel XVII secolo (non secondariamente per il clima razionalistico che animava l'ambiente intellettuale illuminista), il meraviglioso esplode ancora a cavallo tra il XVIII e il XIX secolo, grazie alla carica fortemente irrazionale e sentimentale del Romanticismo e del cosiddetto medieval revival, il quale fa la fortuna del fantastico in generale anche se forse più, specie verso la fine, del genere perturbante, più incline alle idee di alcuni dei più grandi interpreti del fantastico ottocentesco (P. B. e Mary Shelley, E. A. Poe, N. V. Gogol' ecc.). Oggi il fantastico, dopo una comprensibile curva discendente a cavallo tra il XIX e XX secolo e poi durante il periodo neorealista, è stato segnato da un rinnovato interesse grazie alle opere di autori quali J. R. R. Tolkien e C. S. Lewis. Tra gli autori più apprezzabili nel panorama del meraviglioso contemporaneo può essere annoverato Neil Gaiman.

## Critica letteraria
Tra gli autori che si sono occupati di meraviglioso vi sono Italo Calvino e Cvetan Todorov; quest'ultimo con il famoso saggio La letteratura fantastica (1970).